# Kakasütés
Kakasütés (čita se: kakašiteš; mađ. kakas = pijetao, ütés = udar/ac/), mađarski narodni običaj (izbijanje pijetla, umlaćivanje pijetla), završna manifestacija faršangi,  pokladnih svečanosti u baranjskom selu  Vardarcu.
Manifestacija ima stoljetnu tradiciju, ali je u novije vrijeme gotovo nestala. Godine 2003. obnovila ju je mjesta mladež, a od tada je organiziraju Mjesni odbor Vardarac i mjesne udruge. Održana se na pokladni utorak, dan prije čiste srijede. Program se sastoji od svečane povorke konjskih zaprega koja se - uz vrisku, ciku i pjesmu - kreće seoskim ulicama, za vrijeme koje mladići (obučeni u kostime i maske koje predstavljaju pijetla) silaze s kola i "plešu" oko djevojaka i žena koje stoje ispred kuća i dočekuju veselu povorku. U zamjenu za ples s kostimiranim "pijetlovima", žene i djevojke odužuju se mladićima neobičnim darovima - kokošjim jajima, koja su simbol rađanja novog života (ne bi li godina u selu bila plodnija). Maskirani "pjetlovi" imaju pravo uhvatiti sve što se kreće u dvorištu pa domaćini tada sklanjaju perad i umjesto nje daruju pijetlove.
U središnjem dijelu manifestacije, koji se održava u centru sela, "pijetlovi" biraju djevojke i stavljaju im povez na oči. Nakon toga djevojke trebaju dugačkim štapom pogoditi pijetlovu glavu zabodenu u zemlju, tj. "umlatiti" pijetla. Nekada je to bio prilično krvav prizor pa se danas upotrebljava umjetna glava. Sretnica koja uspješno obavi zadatak, prema stoljetnom vjerovanju, te će se godine udati. Pobjednica za nagradu dobiva sve što su "pijetlovi" skupili u selu. Svi ti darovi se skupe i od toga se priredi jelo koje na večernjoj zabavi svi zajedno pojedu uz ples i pjesmu.
U hrvatskim medijima (pa i u dolje navedenim izvorima) mađarski naziv Kakasütés često se piše bez dijakritičkih znakova: Kakasutes, što nije opravdano.